# 2283 Бунке
2283 Бунке (2283 Bunke) — астероїд головного поясу, відкритий 26 вересня 1974 року.
Тіссеранів параметр щодо Юпітера — 3,614.